# Ulrich-Hutten-Bund
Der Ulrich-Hutten-Bund war ein Schriftstellerbund in Zürich 1888.

## Geschichte
Wegen des Sozialistengesetzes im Deutschen Reich emigrierten einige junge linke Literaten nach Zürich, wo sie zu dieser Zeit besser publizieren konnten.
Im Juni 1887 schlug Karl Henckell einen Aufruf zur Gründung des Ulrich-Hutten-Bundes am schwarzen Brett der Universität Zürich an. Ulrich Hutten war ein deutscher Humanist und Kirchenkritiker des 15. Jahrhunderts. 
Es bildete sich daraufhin eine Gruppe junger Schriftsteller, die sich regelmäßig trafen, eigene Texte vorlasen und über Kunst, Literatur, moderne Wissenschaft und das Zeitgeschehen diskutierten.
Zu den Mitgliedern gehörten später berühmte Autoren wie Carl Hauptmann, Gerhart Hauptmann, Frank Wedekind und Otto Erich Hartleben, sowie weitere wie Paul Kampffmeyer, Hans Müller, Maurice Reinhold von Stern und John Henry Mackay.
Über die Treffen sind nur wenige Informationen bekannt.
Nach einiger Zeit kehrten die meisten wieder nach Berlin zurück, wo sie unter anderem dem Friedrichshagener Dichterkreis nahestanden.